# SherbetNEOの＃ねおらじ
『sherbetNEOの＃ねおらじ』（シャーベットネオのねおらじ）は、2021年7月7日から12月29日までFM FUJIで放送中されたラジオ番組。

## 概要
FM FUJIが平日に編成している女性アイドル番組レーベル『GIRLS♥GIRLS♥GIRLS』の番組群に属し、23時台前半の『=RED ZONE=』にて放送された。
雑誌『ラジオ番組表2021年/秋号』の特集「第14回 読者が選ぶ好きなDJランキング」にてFM部門の21位にランクイン。

## コーナー
特にない。曲とメールと女子会トークのスタイル

## パーソナリティー
sherbetNEO（シャーベット・ネオ）　メンバー3人が出演。うち1人がメインMC（ゲスト回はメインMCとゲスト） 

## 番組宛メールフォーム
FM FUJI ＃ねおらじ『REQUEST & MAIL』

## テーマ曲
- オープニング
- エンディング

### 参照
1. ↑  我的合集和视频列表NEO电台参照